# Johan Teng
Johan Teng född som Johannes Andersson den 28 augusti 1825 i Mellby socken, Västergötland, död 29 december 1910 i Lottehagen Magra skattegård, Magra församling, Älvsborgs län var en svensk kyrkomålare och träsnidare.
Som ung var Teng knekt, men fick avsked efter återupprepade varningar. Teng var 1862 bosatt i Långareds församling och från 1876 bosatt i Lottehagen, ett hus (förpantningslägenhet) under Magra socken Skattegården, och var verksam som dekorationsmålare och kyrkomålare i Västsverige under 1800-talet. Vid sidan av sitt måleri snidade Teng träfigurer som han sålde i gårdarna. 
Gift med Anna Britta Johansdotter fram till hennes död 22 november 1862, och sedan med pigan/änkan  Ingjerd Andersdotter. Han hade också en tredje hustru som hette Anna Sofia. Teng var far till August och Alfred med Anna Britta Johansdotter, samt Aron Tenggren (född 1863) med Ingjerd Andersdotter. Han var farfar till Gustaf Tenggren. 
De tre barnen lärs samtliga upp till dekorationsmålare av Johan. Och hans barnbarn Gustaf som vistades mycket i Lottehagen under sin uppväxt fick sina första inblickar av skapande konst via sin farfar.